# Wachender Löwe (Gliwice)

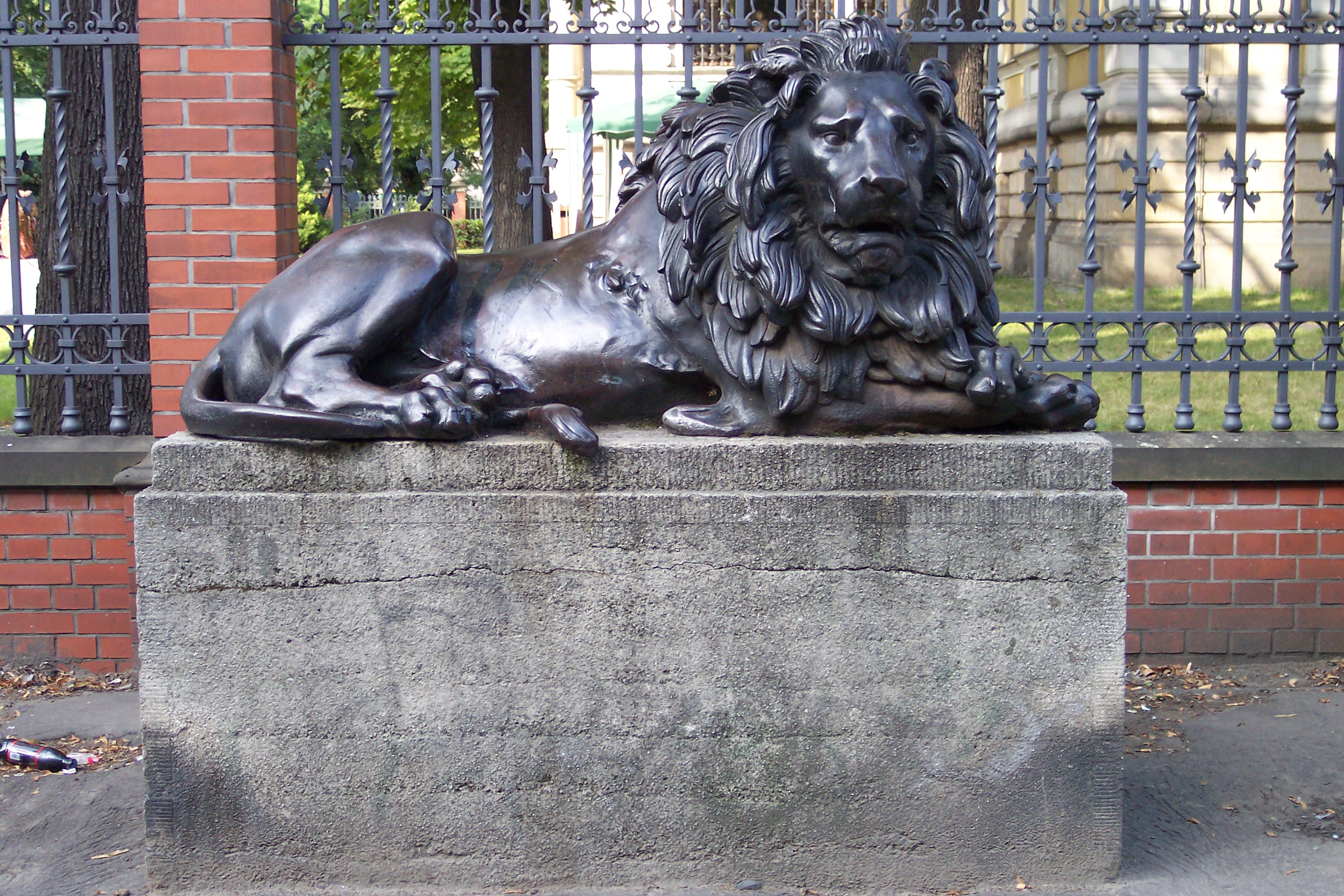
Der Wachende Löwe

Der Wachende Löwe ist eine Skulptur in Gliwice (Gleiwitz). Der Wachende Löwe befindet sich an der Niederwallstraße (ul. Dolnych Wałów) vor der Villa Caro.

## Geschichte

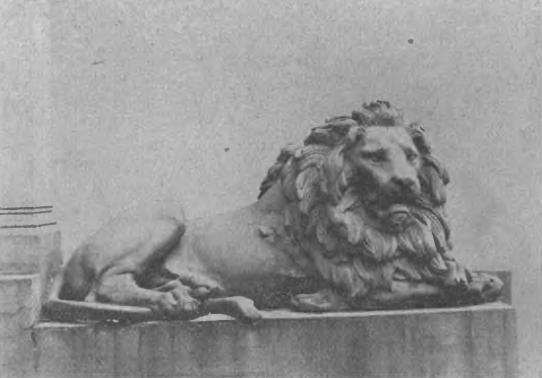
Aufnahme von 1929

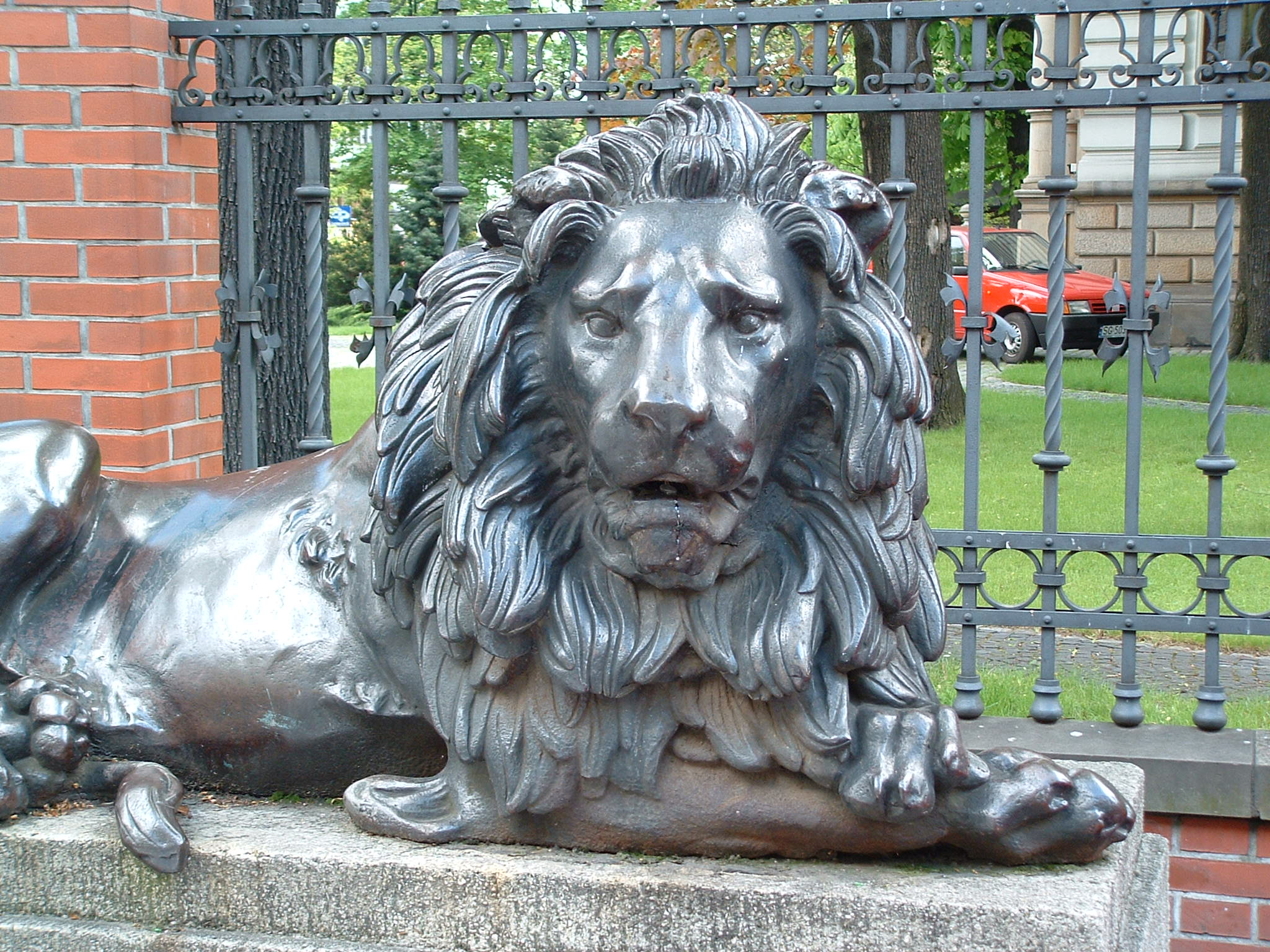
Detail des Löwen

Die Figur wurde 1824 in der Königlich-Preußischen Eisengießerei in Gleiwitz aus Gusseisen gegossen. Entworfen wurde der 'wachende Löwe' mit dem schlafenden Löwen von Christian Daniel Rauch. Erstellt wurde die Skulptur von Theodor Kalide in Kooperation mit Daniel Rauch. Seit 1934 steht der Wachende Löwe vor der Villa Caro. Davor stand die Skulptur auf dem Gelände der Eisengießerei am Treppenaufgang eines Gebäudes.
Die Skulptur stellt einen liegenden Löwen mit aufgerichtetem Kopf dar. Außerdem gibt es in Gliwice auch noch die zwei Liegenden Löwen und ehemals einen Schlafenden Löwen.